# 1568 w literaturze
Wydarzenia literackie w 1568 roku.

## Nowe książki
- polskie
  - Mikołaj Rej – Źwierciadło
  - Piotr Stoiński – Polonicae grammatices institutio (Gramatyka języka polskiego)

## Urodzili się
- Tommaso Campanella, włoski poeta
- Henry Wotton, angielski pisarz

## Zmarli
- Luigi Tansillo, włoski poeta